# مقارنة بين أنظمة الرعاية الصحية في كندا والولايات المتحدة
غالبًا ما تُجرى مقارنة بين أنظمة الرعاية الصحية في كندا والولايات المتحدة من قبل محللي الحكومة والصحة العامة والسياسة العامة، وكان لدى البلدين أنظمة رعاية صحية مماثلة قبل أن تغير كندا نظامها في الستينيات والسبعينيات من القرن العشرين.
تنفق الولايات المتحدة أموالًا على الرعاية الصحية أكثر بكثير مما تنفقه كندا، على أساس نصيب الفرد، وبوصفها نسبة مئوية من الناتج المحلي الإجمالي. في عام 2006، بلغ نصيب الفرد من الإنفاق على الرعاية الصحية في كندا 3678 دولارًا أمريكيًا، بينما بلغ في الولايات المتحدة 6714 دولارًا أمريكيًا. أنفقت الولايات المتحدة 15.3٪ من الناتج المحلي الإجمالي على الرعاية الصحية في ذلك العام، بينما أنفقت كندا 10.0٪.٪ في عام 2006، مولت الحكومة 70٪ من الإنفاق على الرعاية الصحية في كندا، مقابل 46٪ في الولايات المتحدة. كان إجمالي الإنفاق الحكومي للفرد في الولايات المتحدة على الرعاية الصحية أعلى بنسبة 23٪ من إنفاق الحكومة الكندية. وكان إنفاق الحكومة الأمريكية على الرعاية الصحية أقل بقليل من 83٪ من إجمالي الإنفاق الكندي (العام والخاص).
توصلت الدراسات إلى استنتاجات مختلفة حول نتيجة هذا التفاوت في الإنفاق. وجدت مراجعة أُجريت عام 2007 لجميع الدراسات التي تقارن النتائج الصحية في كندا والولايات المتحدة في مجلة طبية كندية راجعها النظريون أن «قد تكون النتائج الصحية أفضل في المرضى الذين يتلقون الرعاية في كندا مقابل الولايات المتحدة، لكن الاختلافات ليست متسقة». كانت بعض الاختلافات الملحوظة هي ارتفاع متوسط العمر المتوقع في كندا، فضلًا عن انخفاض معدل وفيات الرضع عن الولايات المتحدة.
من بين المقارنات التي يُستشهد بها بنحو شائع، تصنيفات منظمة الصحة العالمية لعام 2000 «لأداء الخدمات الصحية العام»، التي استخدمت «مقياسًا مركبًا للإنجاز في مستوى الصحة، وتوزيع الصحة، ومستوى الاستجابة وعدالة المساهمة المالية». كندا في المرتبة 30، والولايات المتحدة في المرتبة 37 من بين 191 دولة عضو.
صنفت هذه الدراسة «استجابة» الولايات المتحدة، أو جودة الخدمة للأفراد الذين يتلقون العلاج، على أنها الأولى، مقارنة بالسابعة لكندا. ومع ذلك، كان متوسط العمر المتوقع للكنديين 80.34 عامًا مقارنة بنحو 78.6 عامًا للمقيمين في الولايات المتحدة.
تعرضت أساليب دراسة منظمة الصحة العالمية لانتقادات من قبل بعض التحليلات. بينما يستخدم متوسط العمر المتوقع ووفيات الأطفال بنحو شائع في مقارنة الرعاية الصحية على مستوى الدولة، لكنهما في الواقع يتأثران بالعديد من العوامل بخلاف جودة نظام الرعاية الصحية للدولة، متضمنةً السلوك الفردي والتركيب السكاني. يلخص تقرير صدر في عام 2007 من قبل خدمة أبحاث الكونغرس بعناية بعض البيانات الحديثة وأشار إلى «مشكلات البحث الصعبة» التي تواجه المقارنات الدولية.

## المشاركة الحكومية
في عام 2004، كان التمويل الحكومي للرعاية الصحية في كندا يعادل 1،893 دولارًا للشخص الواحد. في الولايات المتحدة، بلغ الإنفاق الحكومي للفرد 2728 دولارًا.
. يتكون نظام الرعاية الصحية الكندي مما لا يقل عن 10 أنظمة رعاية صحية إقليمية مستقلة غالبًا تقدم تقاريرها إلى حكومات المقاطعات، ونظام فيدرالي يغطي الجيش والأمم الأولى. وهذا يؤدي إلى درجة كبيرة من التباين في التمويل والتغطية داخل الدولة.

### التاريخ
كان لدى كندا والولايات المتحدة أنظمة رعاية صحية مماثلة في أوائل الستينيات، ولكن لديهما الآن مزيج مختلف من آليات التمويل. يغطي نظام الرعاية الصحية الشامل لدافع واحد في كندا نحو 70٪ من النفقات، ويتطلب قانون الصحة الكندي أن يكون جميع الأشخاص المؤمن عليهم مؤمَّنون بالكامل، دون دفع مشترك أو رسوم مستخدم، لجميع الرعاية الطبية اللازمة في المستشفى والطبيب. يموّل نحو 91٪ من نفقات المستشفى و99٪ من إجمالي خدمات الأطباء من قبل القطاع العام. في الولايات المتحدة، مع نظامها المختلط بين القطاعين العام والخاص، يوجد 45 مليون مقيم أمريكي (16%) غير مؤمن عليهم في أي وقت. الولايات المتحدة هي إحدى دولتين في منظمة التعاون الاقتصادي والتنمية اللتين لا تمتلكان شكلًا من أشكال التغطية الصحية الشاملة، والأخرى هي تركيا. أنشأت المكسيك برنامج رعاية صحية شامل بحلول نوفمبر 2008.

### تأمين صحي
تشترك حكومتا البلدين إلى حد كبير في الرعاية الصحية. يكمن الاختلاف الهيكلي المركزي بين الاثنتين في التأمين الصحي. تلتزم الحكومة الفيدرالية في كندا، بتقديم الدعم التمويلي لحكومات المقاطعات لنفقات الرعاية الصحية طالما أن المقاطعة المعنية تلتزم بضمانات إمكانية الوصول كما هو محدد في قانون الصحة الكندي، الذي يحظر صراحة فوترة المستخدمين النهائيين للإجراءات التي جرت تغطيتها بوساطة ميديكير. بينما يصف بعضهم النظام الكندي بأنه «الطب الاجتماعي»، لا يستخدم اقتصاديو الصحة هذا المصطلح.
على عكس الأنظمة ذات التوصيل العام، مثل المملكة المتحدة، يوفر النظام الكندي تغطية عامة لمجموعة من التوصيلات العامة والخاصة. راينهاردت، خبير الاقتصاد الصحي بجامعة برينستون، يقول إن أنظمة الدفع الفردي ليست «طبًا اجتماعيًا» بل أنظمة «تأمين اجتماعي»، نظرًا إلى أن مقدمي الخدمات «مثل الأطباء» موجودون إلى حد كبير في القطاع الخاص. وبالمثل، فإن المستشفيات الكندية تخضع لسيطرة المجالس الخاصة أو السلطات الصحية الإقليمية، بدلًا من أن تكون جزءًا من الحكومة.
في الولايات المتحدة، يقتصر التمويل الحكومي المباشر للرعاية الصحية على ميديكير وميديكيد وبرنامج الولاية للتأمين الصحي للأطفال (SCHIP)، التي تغطي كبار السن المؤهلين والفقراء والمعوقين والأطفال. تدير الحكومة الفيدرالية أيضًا إدارة المحاربين القدامى، التي تقدم الرعاية مباشرةً لقدامى المحاربين المتقاعدين أو المعاقين وأُسرهم والناجين من طريق المراكز والعيادات الطبية.